# سایه‌نویس (فیلم)
سایه‌نویس یا: نویسنده در سایه (که با عنوان شبح نگارنده یا روح نگارنده هم ترجمه شده‌است؛ به انگلیسی: The Ghost Writer) عنوان فیلمی به کارگردانی رومن پولانسکی است که بر پایه کتاب پرفروش شبح نوشته رابرت هریس ساخته شده‌است. این فیلم برنده جایزه خرس طلایی در شصتمین جشنواره فیلم برلین شده‌است.

## داستان فیلم
داستان فیلم در مورد یک سایه‌نویس بریتانیایی (یوان مک‌گرگور) است که قرار است تا کتاب خاطرات نخست‌وزیر پیشین انگلستان را کامل کند. در طی این کار به اسراری پی‌می‌برد که زندگی‌اش را به خطر می‌اندازد…
سایه‌نویس یا «نویسنده در سایه» به معنی شخصی است که به اسم کس دیگری آثار خود را می‌نویسد.

## بازیگران
- پیرس برازنان در نقش نخست‌وزیر پیشین انگلستان
- ایوان مک گرگور در نقش نویسنده در سایه
- اولیویا ویلیامز در نقش روت لنگ

## اکران فیلم
این فیلم در فوریه ۲۰۱۰ در بخش مسابقهٔ جشنواره فیلم برلین به نمایش درآمد. این فیلم در نیمه اول ۲۰۱۰ اکران شد.

## جوایز
- برندهٔ جایزه خرس طلایی برلین در شصتمین فستیوال فیلم برلین